# Wer bin ich? (Spiel)

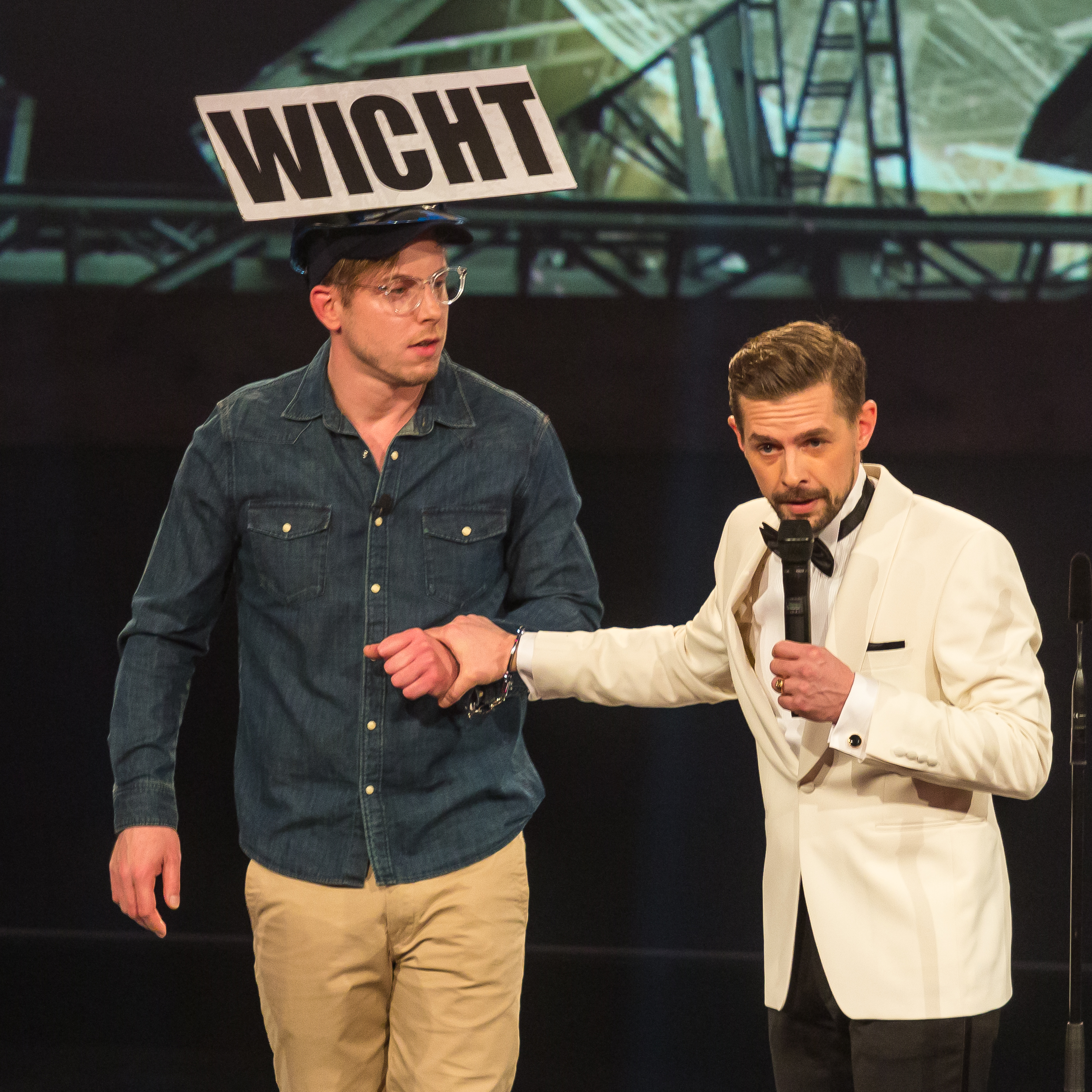
Frank Tonmann und Klaas Heufer-Umlauf beim Spiel

Das Spiel Wer bin ich? (auch Zettel vorm Kopf und Brett vorm Kopf genannt) ist ein Ratespiel, bei dem die Mitspieler eine bestimmte Person (oder auch Tier, Gegenstand etc.) verkörpern und durch geschicktes, deduktives Fragen herauszufinden suchen, wen oder was sie darstellen. Gespielt wird es häufig auf Partys oder anderen geselligen Treffen wie etwa Kindergeburtstagen etc.

## Vorbereitung
Benötigt werden Stifte, Zettel und Klebeband. Jeder Spieler schreibt einen Zettel mit einem bekannten Namen und befestigt diesen auf der Stirn eines Mitspielers (Kleben, Befestigung mittels eines Stirnbandes etc.), ohne dass dieser die Information erfährt. Haben nun alle eine derartige nur für die Mitspieler sichtbare Information an sich heften, beginnt das Spiel.

## Verlauf
Ein Spieler beginnt nun, den anderen Fragen über sich zu stellen, die diese mit Ja oder Nein beantworten können. Das Spiel beinhaltet häufig Fragen wie zum Beispiel: „Bin ich weiblich/männlich?“, „Bin ich Sportler/Moderator/Schauspieler/Sänger/u. a.?“, „Lebe ich noch?“ und „Lebe ich in Deutschland/in den USA/u. a.?“. Verneinende Fragen, wie zum Beispiel „Lebe ich nicht in Deutschland?“, sind verboten. 
Ziel ist es, möglichst schnell die eigene Identität durch deduktive Fragen zu erraten. Wird eine Frage mit Ja beantwortet, ist der nächste Spieler im Uhrzeigersinn an der Reihe, Fragen zu stellen, um herauszufinden, wer er ist.
Das Spielende ist entweder dann erreicht, wenn alle erraten haben, wer sie sind, oder, wenn die Gruppe zu groß ist, der erste bzw. die ersten drei erraten haben, wer sie sind. Da es mehrere Varianten dieses Spieles gibt, sollte sich die Gruppe vorher auf eine Variante einigen.

## Kommerzielle Verwertungen
Einige Spieleautoren betteten die Spielidee in kommerzielle Spiele. So erfand der Autor Robert Abbott 1963 das Spiel Egghead (englisch: What’s That On My Head?), das ab 1974 auch in Deutschland unter verschiedenen Namen vermarktet wurde. 1986 erschien das von Alex Randolph entwickelte Spiel Code 777 mit dem gleichen Spielprinzip, hier war eine Zahlenkombination zu erraten.
Zudem wurden kostenlose Browserspiele herausgebracht. Die Fellbacher Firma Maya Solutions UG bietet ein mit Sammlung von Daten verbundenes kostenloses Wer-bin-ich-Spiel an, das via Video-Call mit anderen gespielt werden kann Bei Akinator muss sich der Spieler eine Person denken, die der „Akinator“ dann basierend auf einem Algorithmus mithilfe von Fragen erraten muss.

## Adaption
Im Film Inglourious Basterds von Quentin Tarantino wird das Spiel in der Tavernen-Sequenz gespielt.